# 肥前国風土記
『肥前国風土記』（ひぜんのくにふどき）は、奈良時代初期に編纂された肥前国（現在の佐賀県・長崎県）の風土記である。現存する5つの風土記のうちの1つ。

## 成立年代
成立年代については郷里制が行政区域として採用されていること、軍事面（城（き）・烽（とぶひ））に関する記事についても詳細に記されていることから、天平4年（732年）の節度使設置以後、同12年（740年）の郷里制廃止以前に限定する見解が有力とされているが、確証はない。『豊後国風土記』との共通点が多いことから、大宰府に着任した藤原宇合が主導して管下の各令制国において同時期に編纂されたとする見方もある。

## 概要
風土記において主要部とされている国名や郡名の由来については簡略に記されているに過ぎないことから、現存する写本は原本でなく、抄出本から書写されたとする見方が有力視されている。
景行天皇や神功皇后の伝説と密接な関係にある説話や、土蜘蛛・女性首長（大山田女・狭山田女・八十女・速来津姫  など）にまつわる説話が多く記載されているのも特徴である。
『日本書紀』などの先行史料の影響を強く受けている記述がある。
鎌倉時代後期に書写されたと考えられている猪熊家旧蔵の写本「猪熊家本」は国宝の指定を受けている。